# Morphna humeralis
Morphna humeralis är en kackerlacksart som beskrevs av Bruijning 1948. Morphna humeralis ingår i släktet Morphna och familjen jättekackerlackor. Inga underarter finns listade i Catalogue of Life.